# HD 28246
HD 28246 är en ensam stjärna i den mellersta delen av stjärnbilden Gravstickeln. Den har en skenbar magnitud av ca 6,38 och är mycket svagt synlig för blotta ögat där ljusföroreningar ej förekommer. Baserat på parallax enligt Gaia Data Release 2 på ca 26,8 mas, beräknas den befinna sig på ett avstånd på ca 122 ljusår (ca 37 parsek) från solen. Den rör sig bort från solen med en heliocentrisk radialhastighet på ca 15 km/s.

## Egenskaper
HD 28246 är en gul till vit stjärna i huvudserien av spektralklass F5.5 V. Den har en massa som är ca 1,8 solmassor och har ca 3 gånger solens utstrålning av energi från dess fotosfär vid en effektiv temperatur av ca 6 500 K.